# Werner Giers
Werner Giers (* 14. November 1928 in Hamm, Westfalen; † 8. April 2016 in Gräfelfing) war ein deutscher Zeitungsjournalist.

## Leben
Im Alter von 31 Jahren wurde er Chefredakteur bei der Regionalzeitungsgruppe Zeitungsverlagsgesellschaft Nordwestdeutschland (Zeno), der heutigen Zeitungsgruppe Münsterland (ZGM), später zusätzlich bei den Westfälischen Nachrichten. 1982 übernahm der westfälische Verleger Dirk Ippen die Abonnementzeitung Münchner Merkur und bestellte Giers 1983 zum Chefredakteur und Mitherausgeber
des Blattes. Er wurde Nachfolger des als CSU-treu angesehenen Paul Pucher und behielt die Position bis 1995.  Unter seiner Ägide stieg die Auflage der Zeitung. Es gelang ihm, die von der Ippen-Gruppe aufgekauften oberbayerischen Lokalzeitungen wirtschaftlich unter neuer Dachgesellschaft zu integrieren. Inhaltlich lagen seine Schwerpunkte in der Steuer- und Agrarpolitik.
Der Zigarrenraucher wurde mit dem Bundesverdienstkreuz 1. Klasse, dem Bayerischen Verdienstorden, der Bayerischen Verfassungsmedaille und dem Sparlöwen des Bundes der Steuerzahler ausgezeichnet. Vor allem auf Bauernversammlungen war er als Gastredner beliebt. Einen seiner deftigen Leitsprüche dort zitierte die Süddeutsche Zeitung in ihrem Nachruf: „Macht den Pfründengängern und Schwaflern in der Politik Druck!“